# السلام السوري
السلام السوري (بلاتينية: "Pax Syriana") هو مصطلح تاريخي، على غرار العبارة الأصلية باكس رومانا وهي مستخدمة في دراسة العلاقات الدولية في غرب آسيا، وعادة ما تتعلق بجهود سوريا للتأثير على جيرانها وخاصة لبنان. الفكرة وراء باكس سريانا هي أن سوريا (كما كانت موجودة في عهد الدولة العثمانية وكما تم تقسيمها لاحقًا)، يمكن أن تضمن دورًا للولايات المتحدة من خلال كونها حليفًا ضروريًا لضمان السلام في لبنان من خلال الدبلوماسية والقوة العسكرية.

## الأصل (الحرب العالمية الأولى)
منذ الحرب العالمية الأولى، أشار المصطلح إلى إستراتيجية تقسيم الدول القائمة بطريقة تضمن الاقتتال الداخلي في المستقبل، والذي سيتطلب دورًا استراتيجيًا لمجموعة ثالثة من الدول، كموردي أسلحة ووسطاء سلام. تشير مراكز الفكر في واشنطن إلى هذه الإستراتيجية باسم «سريانا»، كما حدث بعد الحرب العالمية الأولى في تقسيم الشرق الأوسط من قبل القوى الاستعمارية البريطانية والفرنسية والإيطالية، وتقسيم الهند من قبل البريطانيين واليمن من قبل البريطانيين والفرنسيين.